# Quake 4
Quake 4 è un videogioco di tipo sparatutto in prima persona sviluppato da Raven Software e pubblicato da Activision per PC e Xbox 360 nel 2005.
Si basa su id Tech 4, il motore grafico creato appositamente per Doom 3. La versione Xbox 360 è stata distribuita con un esclusivo bonus disc contenente una versione di Quake 2 completamente giocabile.

## Trama
La campagna di Quake 4 prosegue la storia di Quake II in modo diretto, mettendo nuovamente il giocatore contro la razza aliena degli Strogg. Il gioco segue la storia di un caporale dei Marine chiamato Matthew Kane che fa parte della Squadra Rhino. Dato il successo del protagonista in Quake II nell'uccidere il leader degli Strogg, Makron, alla Squadra Rhino viene chiesto di continuare la missione e di rendere sicuro il pianeta degli alieni, Stroggos. Nel mezzo dell'invasione, la nave della Squadra viene abbattuta e si schianta in mezzo ad una zona di battaglia, separando Kane dai suoi compagni. Kane cerca e si riunisce ai suoi compagni e si organizzano per l'assalto contro gli Strogg.
Dopo aver portato a termine una serie di compiti, come ad esempio distruggere e presidiare gli hangar degli Strogg e il sistema di difesa, Kane e i compagni di squadra rimasti salgono a bordo della USS Hannibal. Qui viene assegnata la loro prossima missione: infiltrarsi in uno dei centri di comunicazione Stroggs, il Tetranodo, con una bomba a impulso elettromagnetico con la speranza che l'esplosione distrugga il Nexus principale degli Strogg. A Kane viene chiesto di proteggere il convoglio che trasporta le cariche, che però subisce grosse perdite. Dopo molti attacchi, anche uno in cui viene distrutta la bomba EMP, a Kane viene assegnato di completare la missione solamente con l'aiuto del soldato Johann Strauss (Peter Stormare) e il Caporale Nikolai "Sledge" Slidjonovitch (Dimitri Diatchenko). Strauss trova un modo per distruggere il nucleo arrestando il sistema di raffreddamento. Quando Kane raggiunge l'ingresso del Tetranodo, tuttavia, viene accolto da un Makron nuovo di zecca e da delle guardie meccaniche armate di lancia-razzi, che sconfigge facilmente Kane.
Quando Kane si risveglia, si ritrova legato ad un letto nelle strutture mediche Strogg. Questa "fabbrica" viene usata per trasformare i soldati catturati o uccisi dagli alieni in cibo o in unità Strogg addizionali. In una lunga e cruenta animazione in prima persona, Kane viene "processato" attraverso questo sistema di "stroggificazione", che rimpiazza in modo violento le sue parti del corpo con nuove parti bio-meccaniche, acquisendo anche la capacità di comprendere la lingua Strogg (curiosamente la lettera "E" viene vista come un "3"). Prima che il microchip di controllo impiantato nel suo cervello venga attivato, tuttavia, la Squadra Rhino fa breccia nel complesso e salva Kane. Dopo essere fuggiti attraverso il complesso medico degli Strogg e il Deposito Scorte, combattendo anche contro degli zombi mezzi umani e mezzi Strogg, Kane è costretto a combattere il suo ex comandante, il Luogotenente Voss (Michael Gannon), che è stato completamente "stroggificato" in un potente mostro meccanizzato ma con la sua coscienza umana, infatti avvisa Kane prima di attaccarlo. Dopo averlo ucciso, Kane e i marine restanti ritornano nella USS Hannibal.
Il comandante realizza che la fisiologia Strogg di Kane ha aperto a nuove possibilità per sconfiggere gli Strogg, dato che può essere usata per infiltrarsi in luoghi o teletrasporti precedentemente impenetrabili oppure molto dispendiosi in termini di forza umana. Il nuovo piano è quello di attaccare direttamente il Nexus centrale degli Strogg, un enorme edificio a forma di cervello che controlla l'intera forza aliena. Ai Marine viene chiesto di infiltrarsi nei tre centri di dati vicino al Nexus: Data Storage, Processing, and Networking. A questo punto, lo scudo del Nexus viene disattivato e viene data potenza al teletrasporto usato per accedere al Nexus e, quindi, mandare Kane dentro. Una volta dentro, Kane dovrà attraversare il centro del Nexus per distruggere il Nucleo centrale e i suoi guardiani. Qui, però, incontra nuovamente il Makron e, in un combattimento finale, lo uccide. Fatto ciò, distrugge il Nucleo e ritorna sulla USS Hannibal.

## Modalità di gioco

### Multiplayer
È presente una modalità di gioco in multiplayer (LAN e Internet) che ripropone le classiche situazioni presenti in Quake III Arena e nella maggior parte degli FPS. Le modalità sono:
- Deathmatch
- Team Deathmatch
- Capture the Flag
- Dead Zone
- Tournament

### Armi
Di seguito la lista delle armi che si possono trovare nel corso del gioco. Man mano che si andrà avanti nell'avventura, riceveranno dei potenziamenti che influenzeranno le caratteristiche dell'arma interessata modificando dalla velocità di fuoco fino ad arrivare ad alcune modalità di fuoco aggiuntive.
- Blaster: Speciale pistola che il giocatore riceve, è dotata di munizioni infinite, ma provoca danni modesti, è anche possibile caricare il colpo prima di sparare, incrementando così i danni inflitti, dispone di una torcia, molto utile per navigare corridoi e zone oscure, quest'arma è caricata con cartucce al plasma.
- Gauntlet: Apparsa per la prima volta in Quake III Arena, quest'arma può essere impiegata solo nel corpo a corpo, sostituisce il Blaster nelle partite multiplayer.
- Mitragliatrice: È una normale mitragliatrice che causa danni discreti; è molto utile contro avversari rapidi, ed è estremamente affidabile, ha la possibilità di zoomare passando però in modalità a colpo singolo. È inoltre dotata di una torcia come quella vista sul Blaster. Nella campagna può essere potenziata con un caricatore da 80 colpi, il doppio del normale (40).
- Fucile a Pompa: È un fucile a pompa, chiamato "shotgun" che uccide i nemici con un potentissimo colpo, rispetto ad altri shotgun. Ha 8 colpi nel caricatore ma può essere potenziato e averne 10 oltre a non dover inserire le cartucce una alla volta.
- Lancia Granate: Lancia delle granate che esploderanno dopo un breve periodo di tempo. Se sparate addosso al nemico esploderanno all'istante. Caricatore da 8 colpi e non può essere potenziata.
- Lancia Razzi: Si rivela utile contro avversari rapidi e molto resistenti. Quando potenziato ottiene un caricatore a ricarica automatica da 3 colpi e può proiettare un laser verde per teleguidare manualmente i razzi (anche se così facendo saranno più lenti).
- HyperBlaster: Un potente mitragliatore al plasma, dall'elevata cadenza di fuoco, e dal caricatore di proporzioni generose, ideale per falciare onde di nemici, ma sulla lunga gittata non è affidabile tanto quanto la mitragliatrice. Se potenziato i colpi rimbalzeranno una volta contro le superfici. Caricatore da 60 colpi.
- Sparachiodi: Si presenta come la versione avanzata della Mitragliatrice; causa danni maggiori rispetto ad essa, ma ha una cadenza di fuoco inferiore e richiede un momento prima di iniziare a sparare, inoltre i suoi proiettili viaggiano piuttosto lentamente, ma esplodono al contatto, provocando ulteriori danni nelle vicinanze del bersaglio. Può essere potenziato 2 volte, la prima volta ottiene un secondo caricatore da 50 colpi portando il totale a 100 e aumenta il rateo di fuoco, la seconda volta ottiene un mirino a basso ingrandimento che consente di agganciare i bersagli e rendere i chiodi guidati. La ricarica è più lenta se si sparano più di 50 colpi, dovendo sostituire 2 caricatori.
- Fulminatore: Arma leggera ma dotata di gittata discreta, è un fucile a scarica elettrica, non necessita di essere ricaricato a differenza delle altre armi di Quake 4. Ha 400 "colpi" e può essere potenziato per concatenare i fulmini su altri bersagli. Se usato sugli scudi energetici (ad es. dei Gladiatori) li può disabilitare per un po'.
- Railgun: Fucile elettromagnetico, basato sul fucile al plasma di Doom 3, che invece spara raggi concentrati e potentissimi, è un'arma utile dalla lunga distanza, avendo il mirino a più alto ingrandimento del gioco ma anche una bassa frequenza di fuoco. Può essere potenziato per trapassare più bersagli. Caricatore da 3 colpi.
- Cannone di Materia Oscura: Lancia delle sfere di materia oscura che si ingrandiscono man mano che si allontanano; causa un danno ripetuto ed estremamente elevato contro il bersaglio. È l'arma più potente del gioco ma i colpi sono lenti e inoltre ci mette circa 4 secondi a caricare un'altra sfera. Ha 25 colpi. Non viene potenziato.
- Lanciatore al Napalm: Un'arma della modalità multiplayer, ma può essere ottenuta anche nella campagna tramite comandi console. Lancia palle di fuoco che bruciano l'area, danneggiando chi ci passa attraverso. Se usata nella campagna si può aggiungere un potenziamento che raddoppia il caricatore a 20 colpi (le armi nel multiplayer non si ricaricano).

Immagine di gioco

### Veicoli
In 3 livelli del gioco è possibile anche pilotare dei mezzi umani SMC.
- SMC Hovertank: Disponibile nelle missioni "Aqueduct" e "Aqueduct annex", è un carro armato levitante dotato di cannone, mitragliatrice coassiale, torcia, scudi e armatura rigenerativi (se non si subiscono danni per un po').
- SMC Walker: Disponibile solo nella missione "Construction zone", è un mech camminatore bipede con doppia mitragliatrice, lanciarazzi da 6 colpi che si autoricarica quando finiscono. Anch'esso ha una torcia e scudi e armature rigenerativi, sebbene siano meno resistenti dell'hovertank e sia anche più lento. Se puntati contro un Harvester, i missili diventano guidati.

### Medici e tecnici
Alcuni marines alleati possono aiutare il giocatore curandolo (medici, riconoscibili dall'armatura rossa e bianca) o riparandogli la corazza (tecnici, riconoscibili dall'armatura blu e grigia). Basta puntarli e premere il tasto di interazione. Se il giocatore è gravemente ferito o con la corazza danneggiata, si offriranno spontaneamente di assisterlo. 

### Nemici
- Berserker: i Berserker sono degli Strogg umanoidi adatti per il combattimento ravvicinato. Hanno in un braccio una lama appuntita e nell'altro una mazza chiodata.
- Convoy: sono torrette che vengono lasciate dagli Hornets. Quando atterrano, rotolano fino a che non trovano una posizione sicura per attaccare.
- Gladiator: è uno Strogg pesantemente corazzato e armato con un Railgun su una spalla, un cannone al plasma al posto di un braccio ed uno scudo energetico sull'altro braccio.
- Grunt: il Grunt è una creatura umanoide con denti molto affilati. Preferisce gli attacchi corpo a corpo.
- Guard: è un umano "stroggificato". Sono poco potenti ma numerosi e sono armati con Blaster, Fucile a Pompa o la Mitragliatrice.
- Gunner: è uno Strogg umanoide equipaggiato con Sparachiodi e Lancia granate.
- Harvester: è un ragno meccanico gigante utilizzato dagli Strogg come arma anti-veicolo. Sono equipaggiati con quasi tutte le armi presenti in gioco e, se non affrontati in un veicolo, sono mortali.
- Heavy Hover Tank: sono formati da un corpo di Strogg gigante e al posto delle gambe hanno una piattaforma fluttuante.
- Hornet: sono navicelle volanti usate per danneggiare le unità di terra e rilasciare i Convoy.
- Iron Maiden: è uno Strogg femmina senza gambe. Vola con una piattaforma simile ai Tank. È equipaggiata con dei razzi.
- Light Tank: Strogg umanoide gigante che spara palle di fuoco e nuvole di chiodi quando si trova a lunga distanza ed usa un lanciafiamme a media distanza. Particolarmente pericoloso quando carica il nemico e lo colpisce con la sua mazza chiodata.
- Scientist: è uno Strogg incaricato al processo di "stroggificazione". È composto da un torso umano attaccato ad una piattaforma volante.
- Sentry: è uno Strogg volante che protegge importanti edifici chiave. È armato di Mitragliatrici.
- Stream Protector: è uno Strogg robotico guardiano incaricato di proteggere i centri Data. In genere sono sempre in coppia per assicurarsi la vittoria.
- Tactical Strogg: sono marine umani "stroggificati". Sono stati selezionati grazie alle loro enormi capacità combattive e intellettive. Usano mitragliatrici, fucili a pompa, hyperblaster o railguns che lasceranno cadere quando uccisi.
- Teleport Dropper: è un cane Strogg robotico che può rilasciare dei mini teletrasporti che permettono l'arrivo di rinforzi.
- Zombie: sono esseri parzialmente "stroggificati", ma scartati perché difettosi. Sono senza chip di controllo Strogg ma anche senza mente umana.